# Сьвекатово
Сьвекатово (пол. Świekatowo) — село в Польщі, у гміні Свекатово Свецького повіту Куявсько-Поморського воєводства.
Населення — 1356 осіб (2011).
У 1975-1998 роках село належало до Бидгощського воєводства.

## Демографія
Демографічна структура станом на 31 березня 2011 року:
|          | Загалом | Допрацездатний вік | Працездатний вік | Постпрацездатний вік |
| -------- | ------- | ------------------ | ---------------- | -------------------- |
| Чоловіки | 692     | 168                | 468              | 56                   |
| Жінки    | 664     | 145                | 398              | 121                  |
| Разом    | 1356    | 313                | 866              | 177                  |